# Websourd
Websourd est une société coopérative d’intérêt collectif basé à Toulouse qui offre des services aux Sourds.
La société est née de la rencontre entre le réseau associatif des sourds et le réseau des entreprises coopératives.

## Historique
À partir du milieu des années 90, les NTIC commencent à fournir des outils de communications plus performants et sur Toulouse, quelques années plus tard, plusieurs personnes issues d’associations locales commencent à réfléchir à un projet de Web TV pour les sourds. Pour mettre ce projet sur pied, ils décident d'initier une étude de faisabilité (pour réunir les acteurs du projet et les fonds), ils se structurent en créant l'association Websourd, en 2001.
Les deux membres fondateurs sont la Fédération Nationale des Sourds de France et l’Union Régionale des SCOP Midi-Pyrénées/Languedoc-Roussillon.
Le projet Websourd fédère un grand nombre de personnes sourdes, de structures professionnelles liées à la surdité (interprètes, associations, etc.) de collectivités, de financeurs et l’assemblée générale en 2003 vote pour la transformation de l’association en une société coopérative d’intérêt collectif (SCIC). Cette transformation en SCIC est validée par la préfecture de la Haute-Garonne en février 2004

## Répondre au besoin des sourds
Avant l’arrivée d’Internet, les sourds communiquaient seulement par écrit : courrier, télécopie, et Minitel dialogue (3618), ce qui limitait considérablement les échanges, étant donné les problèmes d’écrit, voire d’illettrisme, qu'ils rencontrent (sans entendre, il est difficile d’apprendre à lire ou à écrire).
Jacques Sangla, sourd militant issue des associations locales et nationales (dont la Fédération Nationale des Sourds de France) et Michel Dupoirieux, qui travaille à l’Union Régionale des SCOP, travaillent sur le projet, notamment sur la mise en place d’un système de visio-interprétation, qui permettrait à un sourd de communiquer avec un interlocuteur entendant, grâce à un interprète en langue des signes, à distance, sur le web.

### L'information
L’un des projets phares de Websourd est également de diffuser aux sourds une information en langue des signes française, puisque le web le permet désormais.
Fin 2004, le site informatif officiel voit le jour, avec plusieurs rubriques qui peuvent intéresser les sourds au quotidien.
En 2005, ses contenus viennent s’enrichir des « Actus brèves » : une sélection de dépêches de l’AFP sont traduites en LSF et diffusées tous les jours. 
En 2012, Websourd signe un accord avec Sciences Po pour mettre en place une formation de journalistes sourds.
En 2014, le site websourd.org couvre les jeux olympiques de Sochi, grâce à un partenariat avec France Télévisions,.
Le 10 mars 2015, le site web propose un nouveau format, une nouvelle interface visuelle, et devient websourd-media (anciennement websourd.org).

### Traducteur pour sourd
Dès lors, une réflexion est menée sur le métier de traducteur. En effet, traduire d’un texte écrit vers la langue des signes demande de vraies compétences professionnelles, que les sourds sont les mieux à même de maîtriser. Il s’agit d’un nouveau métier et Websourd participe à la création d’une filière de traduction/interprétation à l’Université Toulouse II-Le Mirail (au sein de l'Institut Universitaire Personnalisé).

### Édition
Pour mener à bien sa mission de développer l’accessibilité pour les sourds, Websourd se lance également en 2005 dans un projet d’édition d’ouvrage bilingue (français – LSF) pour enfant : Le Petit Sapin. 2 ans plus tard, il renouvelle l’expérience, cette fois avec 2 livres-CDROM pour adolescents : Cette gloire à tout prix et L’éternité mon amour ! (en collaboration avec les Éditions TERTIUM). 

### Visio interprétation
Parallèlement, l’activité de visio-interprétation prend beaucoup d’ampleur et la question d’un centre-relais pour les particuliers commence à émerger. Conformément au travail mené par l’UNISDA sur l’accessibilité des personnes sourdes, Websourd démarre l’expérimentation en 2007 auprès d’un grand panel de personnes sourdes. Cette expérimentation met en évidence l’immense besoin des sourds de pouvoir téléphoner, depuis chez eux, à n’importe qui : les urgences, le médecin, la crèche ou l’école, etc. Dans le monde actuel, sans téléphone, il est presque impossible d’accéder à une vraie citoyenneté.
En février 2014, Websourd est choisi par le gouvernement pour l’expérimentation d’un Centre Relais pour les sourds auprès de 500 personnes. Cette expérimentation doit durer 1 an, jusqu'en juin 2015,. 

### Jobsourd
En 2012, Websourd crée Jobsourd, un Job-board pour l'emploi : il s'agit d'un outil 100% accessible qui met en lien les demandeurs d'emploi sourds avec les entreprises qui veulent recruter. 
Les problématiques bloquantes pour les sourds dans leur pratique professionnelle sont toujours importantes : le manque d’accès à l’information sur le monde de l’emploi, ses droits, l’absence de sensibilisation des entreprises et des acteurs de l’insertion professionnelle que les demandeurs d’emploi doivent systématiquement compenser, dans leur démarche personnelle, etc.
Jobsourd est un service susceptible de proposer des solutions à ces problématiques. Un partenariat avec Orange est mis en place.

## Fermeture
Le Websourd est sous procédure de sauvegarde depuis juin 2014.
Le 30 juillet 2015, le tribunal de la commerce de Toulouse impose la fermeture de la SCIC Websourd et tous filiales (compris Jobsourd) sauf une filiale Websourd Elision poursuit son activité, sous la nouvelle présidence du fondateur Jacques Sangla car Websourd est en liquidation judiciaire avec un passif de 4,2 millions d'euros, pour un chiffre d'affaires de 2 millions. La filiale Websourd 3D est à son tour en liquidation judiciaire le 27 août.